# Minúsculo 2427
O Codex 2427 (na numeração Gregory-Aland), anteriormente conhecido como Marcos Arcaico, é um manuscrito do Evangelho de Marcos escrito em grego no estilo minúsculo, caracterizado por letras cursivas minúsculas. Este estilo começou a ser usado no século IX e se tornou comum na Idade Média, oferecendo maior eficiência para a escrita contínua e introduzindo elementos como margens, espaços entre palavras e sinais de pontuação, facilitando a leitura em relação aos manuscritos unciais, que utilizavam letras maiúsculas.
O Codex 2427, por sua vez, apresentou dificuldades consideráveis de datação paleográfica, sendo inicialmente atribuído a períodos entre os séculos XIII e XVIII. Contudo, em 2006, foi comprovado que se tratava de uma falsificação, após a publicação de imagens digitais do códice, que despertaram renovado interesse acadêmico no documento e possibilitaram análises mais detalhadas.
O códice foi escrito em uma caligrafia minúscula extremamente pequena, em folhas de pergaminho, contendo 44 folhas (11,5 cm por 8,5 cm), com uma coluna por página e 21 a 25 linhas por página. O códice não apresenta divisões, cânones ou cabeçalhos, mas inclui 16 iluminações coloridas. Não há indícios de que o códice tenha sido originalmente parte de um tetraevangelho. Ele contém o texto de Marcos 16:9-20.
O Codex 2427 foi encontrado entre os pertences de John Askitopoulos, um colecionador e comerciante de antiguidades ateniense, após sua morte em 1917. Em 1937, o manuscrito foi enviado para a Biblioteca da Universidade de Chicago, onde permanece até hoje, tendo sido integrada na Coleção de Manuscritos de Edgar J. Goodspeed.
As ilustrações são muito semelhantes às do minúsculo 777, de tal forma que Robert S. Nelson sugeriu dele serem copiadas.

## Marcos Arcaico
O texto apresenta algumas omissões (Marcos 7:2-5, 8:11b, 13:28b-29, e 10:29 é mais curto). Todas essas omissões têm paralelos em outros Evangelhos, e para alguns estudiosos parecem ser não-interpolações, embora não sejam apoiadas por nenhum outro manuscrito.
Obs.: As palavras antes da seta (→) são a leitura do NA27 (NA²⁷), as palavras depois da seta (→) são a leitura do códice.
| Versículo        | Texto em Grego | Versão em Português |
| ---------------- | --- | --- |
| Marcos 1:3       | Ησαια → Ισαια | Isaías → Isaias |
| Marcos 1:14      | Γαλιλαιαν → Γαλλιλαιαν | Galileia → Gallileia |
| Marcos 1:44      | Μωυσης → Μωησης | Moisés → Moises |
| Marcos 2:7       | ει μη → ει μι | se não → se mi |
| Marcos 2:22      | οινον ωεον → οινον παλαιον | vinho novo → vinho velho |
| Marcos 2:25      | Δαυιδ → Δαυειδ | Davi → Daveid |
| Marcos 2:26      | ιερεις → αρχιερεις | sacerdotes → sumo sacerdotes |
| Marcos 3:17      | Βοανεργες → Βουανηργες | Boanerges → Bouanerges |
| Marcos 3:18      | και Βαρθολομαιον → [—] | e Bartolomeu → omitido |
| Marcos 3:32      | και οι αδελφοι σου και αι αδελφοι σου εξω ζητουσιν σε → [—]                                                                                    | e teus irmãos e tuas irmãs estão lá fora te procurando → omitido                                                                                           |
| Marcos 5:1       | εις το περαν της θαλασσης → [—] | para o outro lado do mar → omitido |
| Marcos 6:2       | και γενομενου σαββατου ηρξατο διδασκειν εν τη συναγωγη → [—]                                                                                   | e, chegando o sábado, começou a ensinar na sinagoga → omitido                                                                                              |
| Marcos 7:2-5     | τους αρτους – οι γαρ Φαρισαιοι… – και επερωτωσιν → τους αρτους και επερωτωσιν                                                                  | os pães – porque os fariseus... – e perguntaram → os pães e perguntaram                                                                                    |
| Marcos 7:22      | ασελγεια → ασελγια | lascívia → aselgia |
| Marcos 8:11      | συζητειν αυτω, ζητουντες παρ’ αυτου σημειον απο του ουρανου, πειραζοντες → συζητειν αυτω πειραζοντες                                           | discutir com ele, pedindo um sinal do céu para tentá-lo → discutir com ele tentando                                                                        |
| Marcos 8:12      | αμην λεγω υμιν, ει δοθησεται τη γενεα ταυτη σημειον → [—]                                                                                      | em verdade vos digo, se a esta geração será dado um sinal → omitido                                                                                        |
| Marcos 9:33      | ηλθον → ηλθαν | vieram → vieram (variação menor) |
| Marcos 9:43      | εις την ζωην → εν τη ζωη | na vida → na vida (variação menor) |
| Marcos 10:22     | ην γαρ εχων κτηματα πολλα → ην γαρ πλουσιος | porque tinha muitos bens → porque era rico |
| Marcos 10:29     | ος αφηκεν οικιαν… … και αγρους μετα διωγμων → ος αφηκεν οικιαν η αδελφους η αδελφας η μητερα η πατηρα η αγρους μετα διωγμων                    | aquele que deixou casa... e campos com perseguições → aquele que deixou casa, irmãos, irmãs, mãe, pai ou campos com perseguições                           |
| Marcos 11:28     | η τις σοι → και τις σοι | ou quem te deu → e quem te deu |
| Marcos 13:28b-29 | οτι εγγυς το θερος, εστιν ουτως και υμεις οταν ιδητε ταυτα γινομενα γινωσκετε οτι εγγυς εστιν επι θυραις → οτι το θερος εγγυς εστιν επι θυραις | que o verão está próximo, assim também vocês, quando virem estas coisas acontecendo, sabem que está próximo às portas → que o verão está próximo às portas |
| Marcos 14:72     | και αναμνησθη ο Πετρος το ρημα → [—] | e Pedro se lembrou da palavra → omitido |

O texto grego do códice era um dos principais representantes do tipo textual alexandrino. Foi reconhecido por Ernest Cadman Colwell (1901-1974) como tendo um grau extraordinário de correspondência com o Codex Vaticanus. Segundo Colwell, o códice preservava um "texto primitivo" do Evangelho de Marcos. O texto do códice foi altamente estimado por T. C. Skeat. Kurt Aland o classificou na Categoria I. Foi colacionado por M. M. Mitchell e P. A. Duncan em 2006.

## Falsificação
O manuscrito encontrou alguns críticos iniciais ao chegar em Chicago. Robert P. Casey "expressou sua suspeita em 1947". Em 1988, Mary V. Orna descobriu que uma das ilustrações continha azul da Prússia (KFe[Fe(CN)
6]
), produzido apenas desde 1704. Isso, no entanto, não resolveu a questão da autenticidade, já que era "concebível que as iluminações pudessem ter sido retocadas em uma tentativa ingênua de restauração".
No início de 2006, a Universidade de Chicago anunciou que imagens digitais do manuscrito haviam sido publicadas online em um esforço para "fomentar mais pesquisas". Em fevereiro, Stephen Carlson anunciou suas descobertas de que o códice era uma falsificação, e provou seu caso sem sombra de dúvida na Reunião Anual da Sociedade de Literatura Bíblica de 2006. Seu texto foi copiado da edição do Novo Testamento Grego de Philipp Buttmann, de 1860 (baseada na edição do Cardeal Mai do Codex Vaticanus Graecus 1209). Isso é especialmente óbvio, já que o falsificador seguiu Buttmann em 81 de 85 lugares onde sua edição se afastava do texto do Codex Vaticanus. Além disso, em três lugares, o copista do 2427 omitiu acidentalmente uma linha (6:2, 8:12, 14:14), e constatou-se que em cada versículo o texto omitido corresponde exatamente à linhação da edição de Buttmann.
Além disso, testes microscópicos, químicos e codicológicos eventualmente provaram em 2009 que o manuscrito foi feito em 1874, no mais cedo.
O que tornou o texto uma falsificação foi que ele foi cuidadosamente fabricado no estilo de um códice medieval, quando, na realidade, era uma criação muito recente, não mais antiga que o final do século XIX. O que originalmente deixou os estudiosos tão suspeitos foi que ele era textualmente o manuscrito mais próximo conhecido – na verdade, praticamente idêntico – ao Codex Vaticanus, mas de uma data muito mais recente. Além disso, códices gregos de um único evangelho são extremamente incomuns, o que contribui ainda mais para a suspeita de que tenha sido feito como uma lembrança.